# Shu
Shu (/[invalid input: 'icon']ʃuː/; có nghĩa là "khoảng không trống rỗng) là một trong số các vị thần nguyên thủy trong Thần thoại Ai Cập, là hiện thân của không khí, ở thành phố Heliopolis.
Ông là một vị thần trong Bộ 9 vĩ đại của Heliopolis. 

## Biểu tượng
Shu được miêu tả trong nhiều bức vẽ như là một người mang một chiếc lông ngỗng trên đầu. Cũng đôi khi người ta bắt gặp ông với hình ảnh có 4 cọng lông ngỗng trên đầu, trong hình ảnh này thì ông liên kết với thần chiến tranh Anhur.

## Gia đình
Ông được sinh ra bởi cha là Atum và mẹ là nữ thần Iusaaset, với người chị/em gái, đồng thời là vợ mình, Tefnut, nữ thần của Độ ẩm. Có thuyết cho rằng, Atum đã tự tạo ra 2 người con của mình bằng cách khạc nhổ hay thủ dâm.
Ông là cha của thần mặt đất Geb và nữ thần bầu trời Nut. Về sau, Nut và Geb lại kết hôn, sinh ra Osiris, Isis, Seth và Nephthys. Chắt của ông là Horus và Anubis.

## Vai trò
Ông cũng là vị thần của ánh sáng, nhưng không phải là thần mặt trời. Sự chiếu sáng của ông xóa tan đi bóng tối của sự hỗn loạn, chia cách ngày và đêm, tách biệt dương trần với địa ngục. Shu cũng liên kết chặt chẽ với thần Ra. Ông cũng là một trong những vị thần trên con thuyền mặt trời, giúp Ra đánh đuổi con rắn quỷ Apep, đem ánh mặt trời vào mỗi bình minh.
Đôi khi, ông được coi là vị thần của những cơn gió. Là một thần gió, ông đem lại sự mát dịu cho nhân loại, cấp thêm gió cho những chiếc thuyền xuôi dòng sông Nile. Shu được coi như biểu tượng của sự bình tĩnh, làm xoa dịu mọi thứ và là người lập lại hòa bình. Những đám mây được coi là xương của ông, được xem là những nấc thang để đưa linh hồn người chết về thiên đàng.
Shu là vị pharaoh thứ 2 cai trị sau Atum-Ra. Tuy nhiên, con rắn quỷ Apep và những người theo phe nó bắt đầu chống phá lại ông. Sau khi đánh bại được Apep và tay sai, Shu trở nên yếu ớt và đã truyền ngôi lại cho Geb. Ông quay về thiên đàng, bảo vệ ánh sáng mặt trời và lại tiếp tục chiến đấu với Apep hằng đêm.
Ông cũng là một vị thẩm phán dưới địa ngục Duat, phán xét các linh hồn người chết tại "Đại sảnh của Ma'at". Shu được cho là ghê tởm với sự tham nhũng.

## Thần thoại
Theo truyền thuyết, khi thấy Geb và Nut ôm nhau say đắm, thần Ra vô cùng tức giận đã lệnh cho Shu phải chia tách họ ra. Ông đứng giữa 2 người con của mình, nâng nữ thần Nut lên cao, tạo ra bầu không khí, giúp sự sống phát triển.
Trong một câu chuyện thần thoại khác, Shu và Tefnut đã ra đi để khám phá vùng biển Nun. Ra (hoặc Atum) rất nhớ họ, cho rằng cả 2 đã bị lạc nên ông đã gửi thần Mắt đi tìm họ. Khi cả 2 quay về, hạnh phúc vì đoàn tụ, Ra khóc rất nhiều và những giọt nước mắt đó tạo ra những con người đầu tiên.
Một thần thoại khác nói rằng, Tefnut vì bất hòa với cha mình, Ra, nên bà đã rời bỏ Ai Cập, mang theo nguồn nước tới Nubia. Thoth và Shu được phái đến để thuyết phục bà quay trở lại. Khi bà đồng ý quay về, Shu đã kết hôn với Tefnut. Bởi vì điều này mà ông có liên quan chặt chẽ với thần thợ săn Anhur (có nghĩa là "Người mang trở lại những gì xa cách"), có vợ là nữ thần sư tử Menhit, cũng bỏ đi tới Nubia và cũng phải quay về.

## Thờ cúng

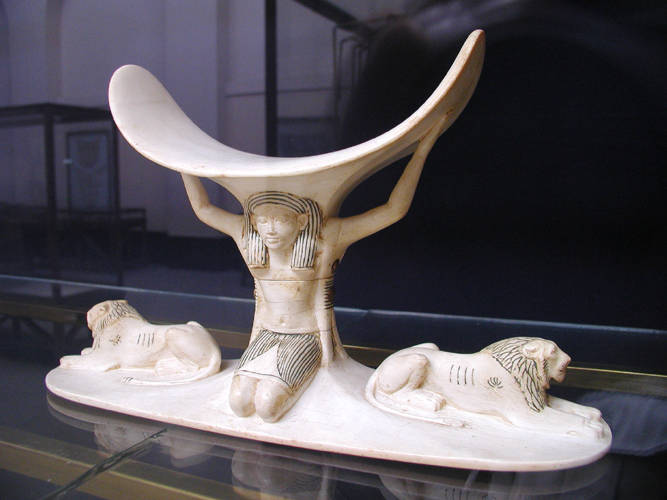
Thần Shu mang bầu trời trên đầu.

Không có bất cứ đền thờ nào dành riêng cho Shu, nhưng ông được tôn kính trên khắp Ai Cập. Tại Iunet, có một nơi gọi là "Nhà của Shu" và tại Djeba, cũng có một nơi gọi là "Chỗ ngồi của Shu".
Dưới thời Pharaoh Akhenaton, ông và hoàng hậu Nefertiti tự coi mình là hiện thân của Shu và Tefnut.